# Monatik
 (juin 2017).
Si vous disposez d'ouvrages ou d'articles de référence ou si vous connaissez des sites web de qualité traitant du thème abordé ici, merci de compléter l'article en donnant les références utiles à sa vérifiabilité et en les liant à la section « Notes et références ».
Dmytro Monatyk dit Monatik est un chanteur, danseur, chorégraphe, compositeur et parolier ukrainien. Il a participé a X-Factor, Everybody Dance! et à Star Ring. Il a notamment présenté sa chanson Spinning (Кружит en russe) à la première demi-finale du 62e Concours Eurovision de la chanson 2017.

## Biographie
Dmytro Monatyk est né le 1er avril 1986 à Loutsk. Il a étudié a l'Académie interrégionale de gestion personnelle. En 2010, il a participé à la 3e saison de Everybody Dance! et à la 1re saison de X-Factor. Il forme une équipe dans les saisons neuf à onze de The Voice of Ukraine.

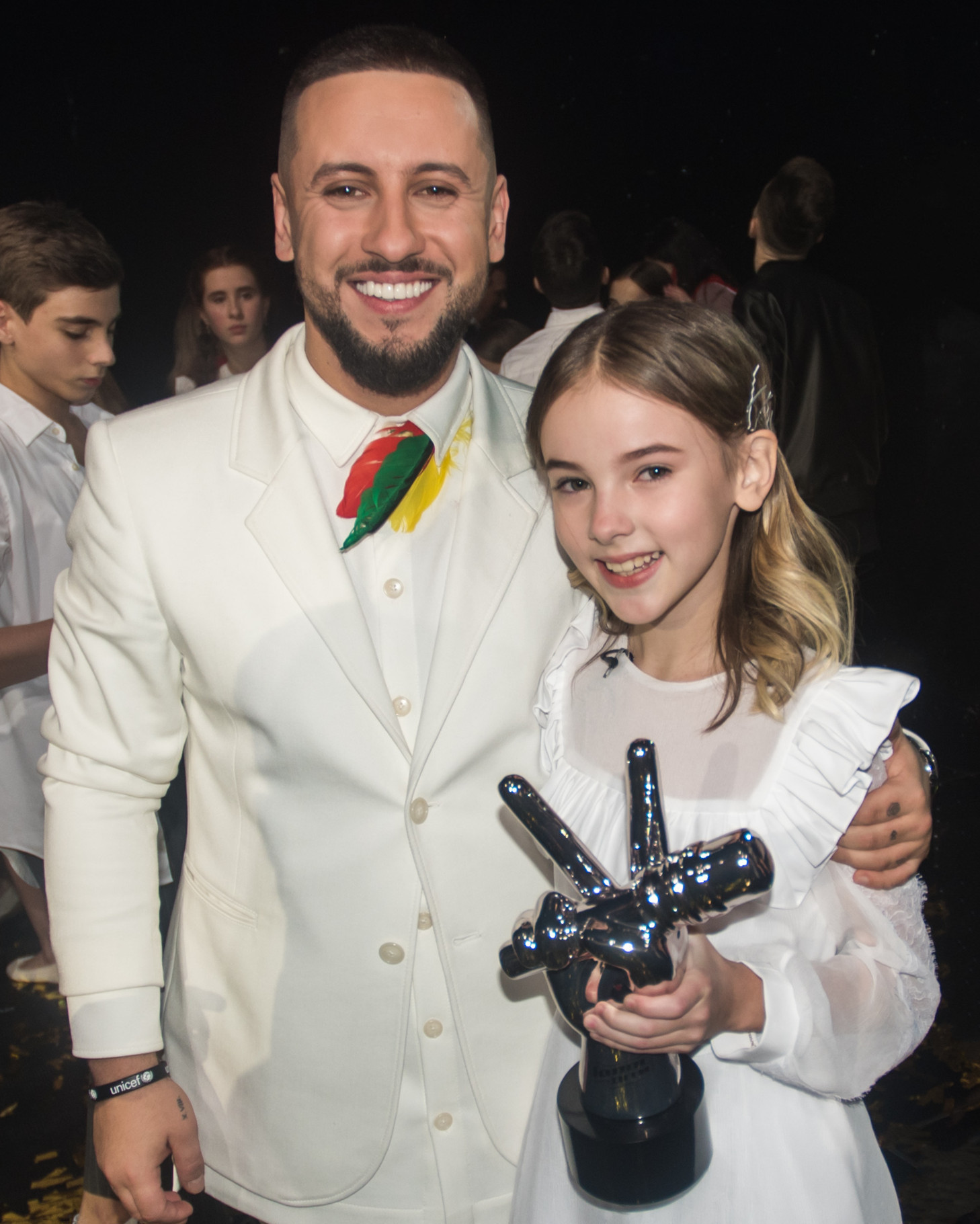
Ici avec Daniela Toulechova en 2017.

Plus tard il commença a écrire des chansons avec des artistes populaires dont Svetlana Loboda, Anna Sedokova, Eva Bushmina, Dima, Seryoga

## Vie personnelle
Il est marié et a deux enfants.